# Federazione cestistica dell'Uganda
La Federation of Uganda Basketball Association è l'ente che controlla e organizza la pallacanestro in Uganda.
La federazione controlla inoltre la nazionale di pallacanestro dell'Uganda e ha sede a Kampala.
È affiliata alla FIBA dal 1963 e organizza il campionato di pallacanestro dell'Uganda.